# Vincze Imre (kántortanító)

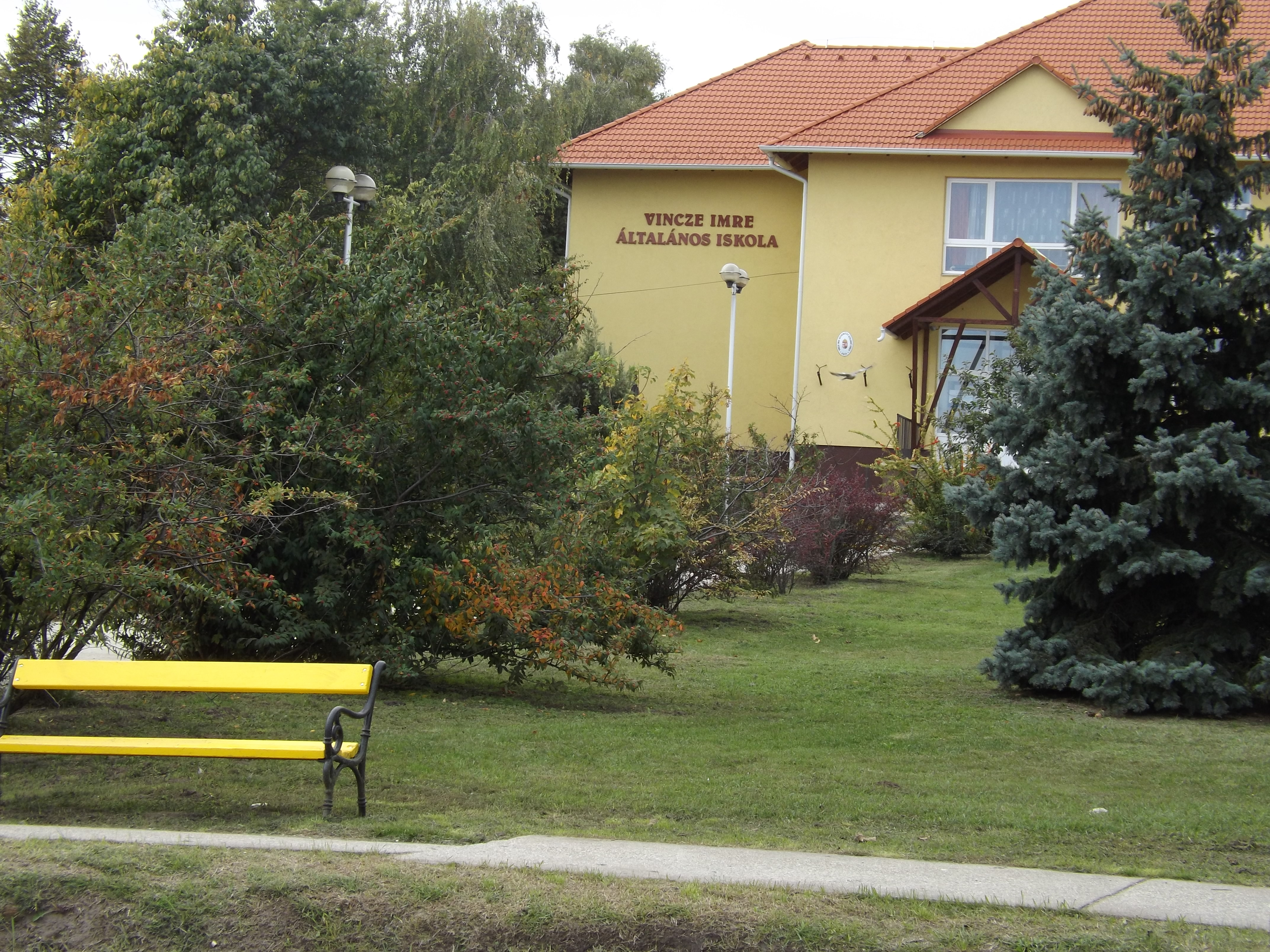
A Vincze Imréről elnevezett általános iskola épülete Kocson

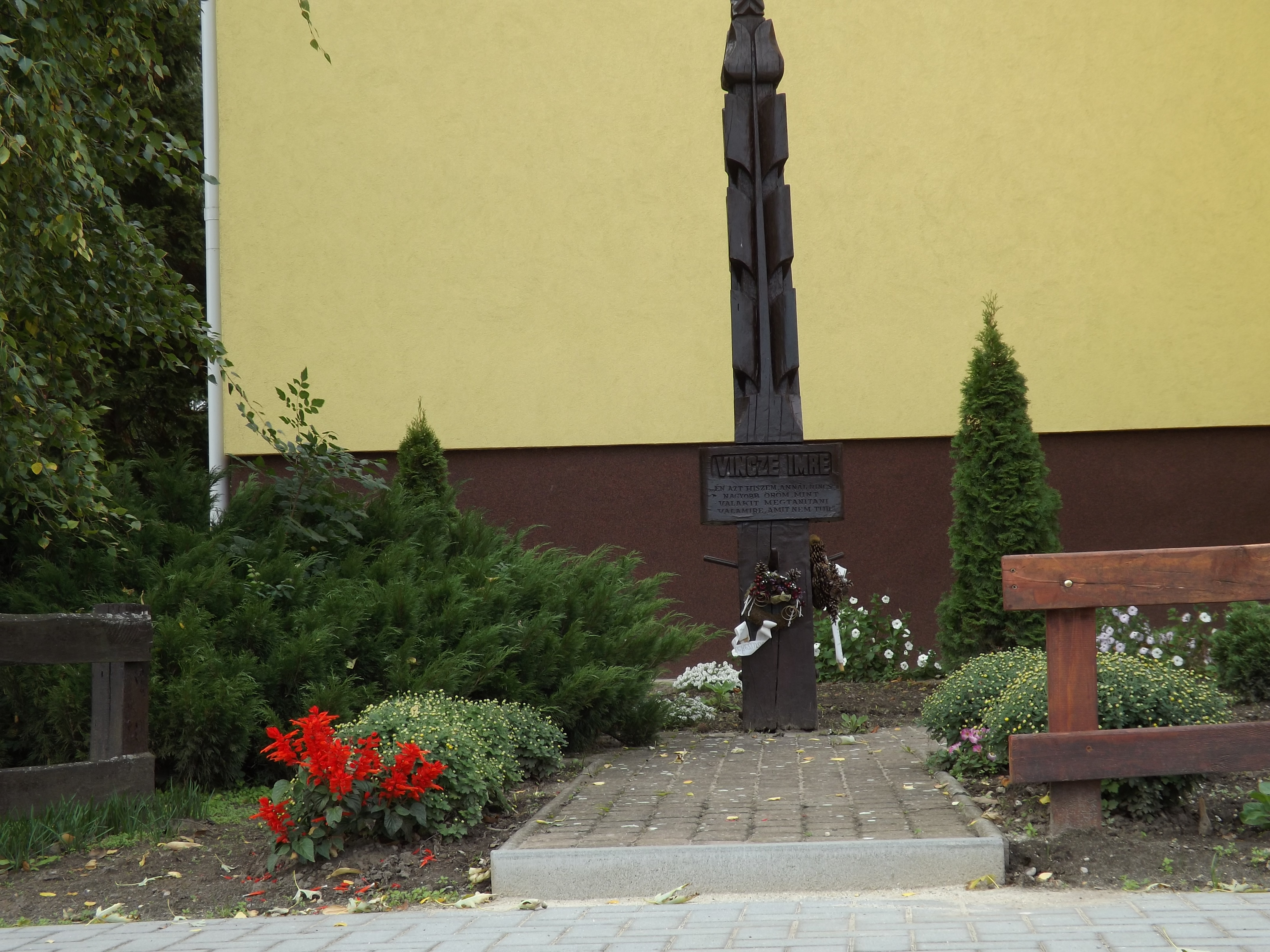
Vincze Imre emlék kopjafája az iskola épülete előtt

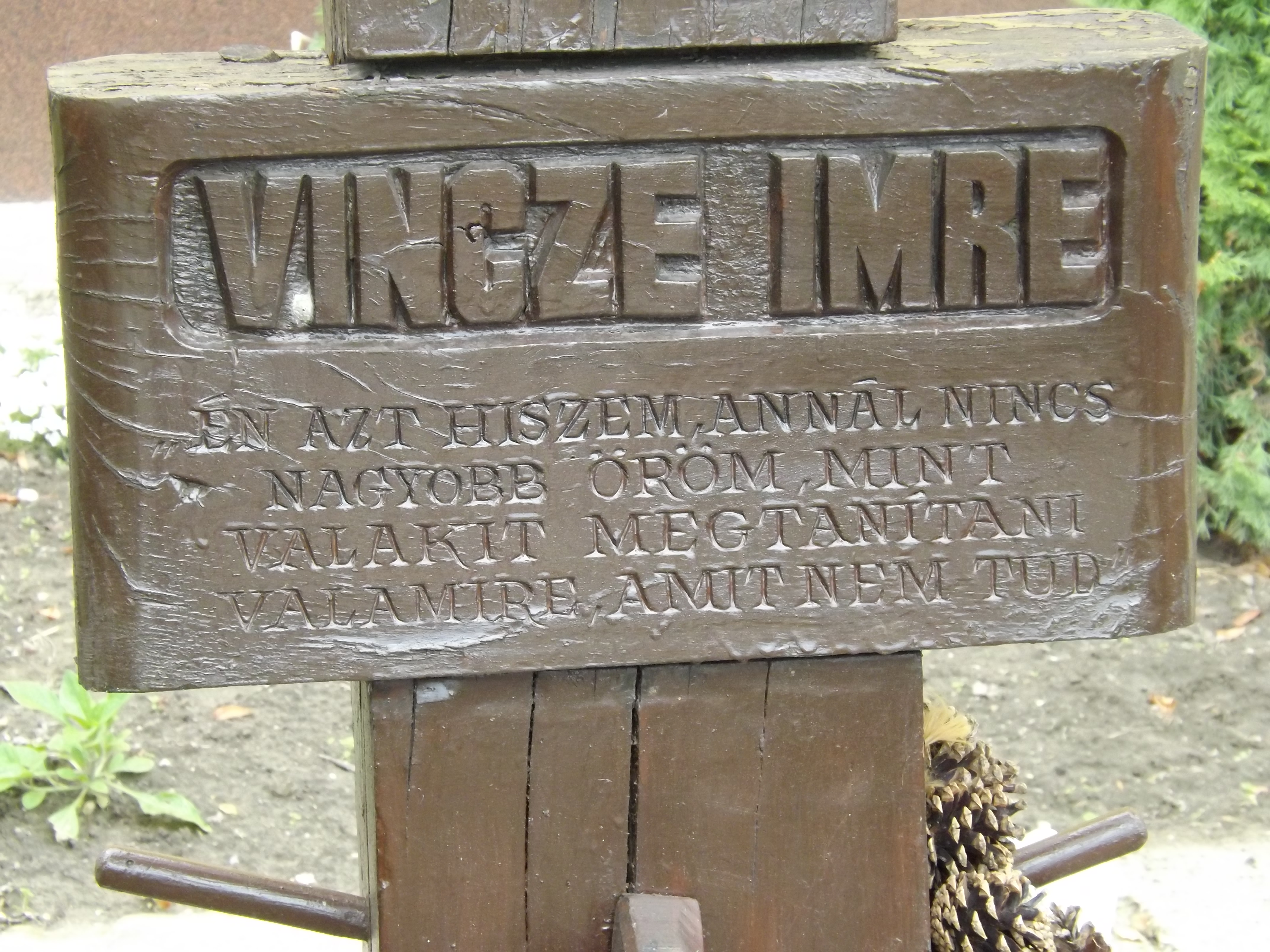
A kopjafa felirata: "Én azt hiszem, annál nincs nagyobb öröm, mint valakit megtanítani valamire, amit nem tud."

Vincze Imre (Kalotaszentkirály, 1891. október 22. – Kocs, 1979. december 20.) - kántortanító, akadémikus rektor.

## Élete
1891-ben október 22-én született az erdélyi Kalotaszentkirályon, pedagógus családban. Iskoláit szülőfalujában kezdte, majd Kolozsváron folytatta tanulmányait. Tanítói oklevelét a nagyenyedi Bethlen Kollégium Tanítóképzőjében szerezte meg 1909-ben. Munkáját szülőfalujában Kalotaszentkirályon kezdte. Munkája az első világháború kitörésekor katonai szolgálata, majd hadifogsága miatt félbemaradt; orosz, olasz, francia hadszíntereken harcolt. 1918-ban megsebesült, francia hadifogságba került, ahonnan 1920-ban szabadult, de a közben megváltozott országhatárok miatt nem tért vissza Erdélybe. Magyar állampolgárságot szerzett, de - a húszas évek gazdasági válsága miatt - egy ideig nem tudott tanítóként elhelyezkedni, Erdőhorvátiban tisztviselőként dolgozott.
1924-ben a kocsi Református Elemi Népiskolába kezdett újból tanítani. Idekerülése után nem sokkal - kiváló pedagógiai munkája elismeréseként - az iskola rektorává választották.
1925-ben házasságot kötött Vecsey Katalin kocsi tanítónővel, akitől 2 gyermeke: Imre, ki zeneszerző lett és Éva született.
1932-ben kiváló pedagógiai munkájáért igazgatói címmel tüntették ki, majd 1937-ben a Gesztesi járás III. körzetében iskolafelügyelői, 1946-ban pedig Komárom-Esztergom vármegyei körzeti iskolafelügyelői kinevezést kapott.
Nyugdíjas éveit is a településen töltötte, 88 évesen, 1979. december 20-án Kocson érte a halál, sírja is itt van a kocsi református temetőben.

## Munkássága
Már diák korában is, ekkor szülei segítségével, majd tanítói kinevezése után minden nyári szünetben utazott; beutazza az akkori Magyarország jellemzőbb vidékeit. Később külföldre is utazgatott: Romániába, Ausztriába, Olaszországba.
Jól felkészült, művelt, olvasott pedagógus volt, világirodalmi és szakirodalmi jártassággal. Munkássága nagy hatással volt az iskola működésére, és a község kulturális életére is. A helyi általános iskola 1991-ben az ő nevét vette fel.